# Rudolf Pichler
Rudolf Pichler (20 settembre 1930 – 25 luglio 2011) è stato un calciatore austriaco, di ruolo attaccante.

## Carriera

### Club
Ha sempre giocato per club austriaci.

### Nazionale
Ha collezionato 3 presenze in Nazionale